# Carr (cràter)
Carr és un cràter d'impacte en el planeta Venus de 31,9 km de diàmetre. Porta el nom d'Emily Carr (1871-1945), pintora canadenca, i el seu nom va ser aprovat per la Unió Astronòmica Internacional el 1994.